# Елм-парк (станція метро)
51°32′59″ пн. ш. 0°11′52″ сх. д. / 51.549719444444° пн. ш. 0.19778055555556° сх. д.
Елм-парк (англ. Elm Park) — станція лінії Дистрикт Лондонського метрополітену. Станція знаходиться у районі Елм-парк боро Баркінг і Дагенем, Великий Лондон, у 6-й тарифній зоні, між метростанціями Горнчерч та Дагенгем-Іст. В 2017 році пасажирообіг станції — 3.28 млн пасажирів

## Історія
- 13. травня 1935 — відкриття станції у складі London, Midland and Scottish Railway

## Пересадки
- На автобуси London Buses маршрутів 165, 252, 365 та 372.

## Послуги
| Попередня станція | Лінія | Лінія                           | Лінія | Наступна станція |
| ----------------- | ----- | ------------------------------- | ----- | ---------------- |
| Дагенгем-Іст      |       | Лондонське метро Лінія Дистрикт |       | Горнчерч         |